# محاكي البروتين
المحاكي البروتيني أو محاكي البروتين (Protein mimetic) هو جزيء مثل الببتيد أو الببتيد المُعدل أو أي جزيء آخر يحاكي بيولوجيًا عمل أو نشاط بروتين آخر. تُستخدم المُحاكيات البروتينية عادةً في تصميم الأدوية واكتشافها.

## أنواع محاكيات البروتين
هناك عدد من الفئات المختلفة المتميزة من محاكيات البروتين.
محاكيات الأجسام المضادة -جزيئات تحاكي نشاط ربط المستضد بالأجسام المضادة. 
محاكيات الببتيد - سلاسل صغيرة تشبه البروتين مصممة لمحاكاة الببتيد الأكبر (مثل الهرمونات).
محاكيات الفسفور - استبدال أو تعديل الأحماض الأمينية التي تحاكي تأثير فسفرة البروتين.